# شركة ميد
ميد هي شركة متاجر تجزئة سريعة الخدمة في المملكة العربية السعودية، وقد تم تأسيسها بالرياض عام 1981، وهي مملوكة لواحدة من أكبر الشركات القابضة في الشرق الأوسط «مجموعة الموارد القابضة».
واليوم ميد تدير أكثر من 200 متجر في مختلف أنحاء المملكة العربية السعودية، لتلبية احتياجات عملائها أينما كانوا. بمساحات تصل حتى 300 متر مربع، وقد صممت بطريقة إبداعية وجذابة بهدف منح أكبر قدر من الراحة والرفاهية للعملاء لتمكينهم من شراء حاجياتهم بسرعة ويسر وتزخر هذه المتاجر بتنوع واسع من السلع عالية الجودة.
تقدم ميد تشكيلة واسعة ومتنوعة من المنتجات (أكثرمن 7000 صنف) من المخبوزات الطازجة كالكيك والدونات والكرواسون والسندويتشات الصحية مثل الكلوب سندويش والبانيني [الإنجليزية] والبرجر، والحلويات والسكاكر والشوكولاتة والمكسرات والبسكويت والمأكولات الخفيفة والسلع الغذائية والسلطات والفواكه المغلفة والألبان والأجبان. كما تقدم ميد المشروبات الساخنة كالقهوة الفاخرة والشاي والإسبريسو، وأيضا المشروبات الباردة والغازية والطبيعية والسلاش. وأيضا تقدم منظفات المنزل ومنتجات العناية الشخصية، وألعاب الأطفال والعطور ومعطرات السيارات، بالإضافة إلى منتجات التبغ وأكسسوارات الجوال وكروت شحن الجوال وبطاقات الإنترنت.